# Syndrome de fièvre sévère avec thrombocytopénie
Le syndrome de fièvre sévère avec thrombocytopénie (« Severe fever with thrombocytopenia syndrome » (SFTS) en anglais) est une maladie émergente détectée au début du XXIe siècle en Chine.
Il s’agit d’une virose due à un phlébovirus de la famille des bunyavirus), transmis par des tiques (et non par les moustiques, d'après les données disponibles, bien que d'autres virus proches soient transmis par les moustiques).

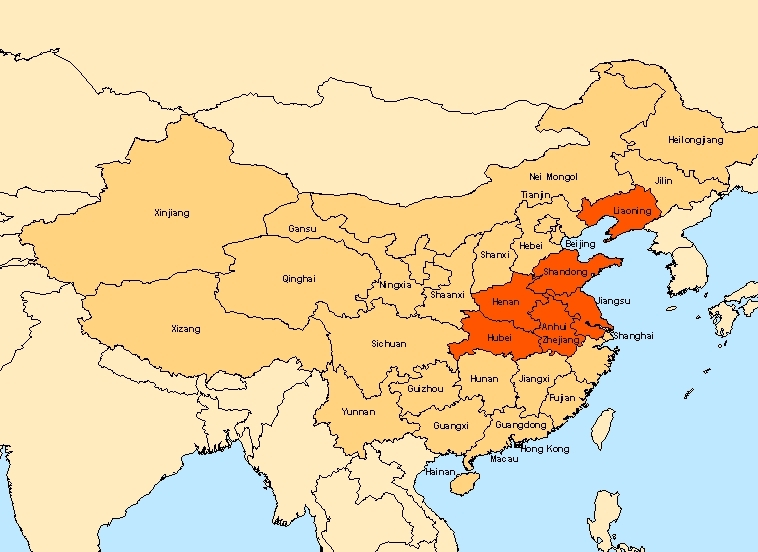
Le bunyavirus SFTS a été isolé chez des patients des provinces centrales et du nord-est de la Chine (rouge)

## Prévalence
Le virus a été trouvé chez des malades dans sept régions de Chine, notamment dans les provinces de Henan, Hubei, Shandong, Anhui, Jiangsu, Liaoning. Ces malades étaient âgés de 39 à 83 ans et majoritairement plutôt âgés (115 des 154 patients (75 %) avaient plus de 50 ans).

Parmi ces 154 patients, 86 (56 %) étaient des femmes, et 150 (97 %) étaient des agriculteurs vivant dans des zones boisées et collinaires, qui travaillaient fréquemment dans les champs avant que la maladie ne se déclare.
Le virus SFTSV n’a pas été retrouvé chez 54 autres patients présentant une suspicion de fièvre hémorragique avec syndrome rénal.

## Origine
Les piqûres de moustiques et de tiques étaient signalées comme fréquentes dans le milieu familial et de vie des patients.
Cependant, l'ARN viral n’a été détecté chez aucun de 5 900 moustiques testés.
Par contre 10 tiques sur 186 testées de l'espèce Haemaphysalis longicornis (5,4 %) capturées sur des animaux domestiques dans les zones où les patients vivaient contenaient de l’ARN du virus SFTSV. Le virus trouvé chez ces tiques a pu être isolé en culture cellulaire.
Les séquences d'ARN de ces virus étaient très étroitement liées, mais non identiques de celles isolées des SFTSV provenant des échantillons venant de patients.

## Contagiosité
Le cycle du virus a lieu principalement entre des arthropodes vecteurs et des animaux hôtes. Les humains semblent être des hôtes accidentels et ne jouent pas de rôle dans le cycle.
Au vu des données disponibles, il n'y a pas à ce jour de preuve épidémiologique de transmission virale interhumaine directe. Elle est au mieux une voie minime de circulation du virus.
Un cas de transmission animal-homme a été signalé au Japon.

## Pathogénicité
Ce virus tue 30 % des patients infectés, causant une maladie restée plusieurs années sans cause connue. Ce sont l'Université du Texas et le Centre chinois de contrôle et de prévention des maladies (2011) qui ont permis de l'attribuer à un virus de la famille des Bunyaviridae.

## Symptômes
- Fièvre,
- thrombocytopénie,
- troubles gastro-intestinaux (vomissements, diarrhée),
- défaillance viscérale
- leucocytopénie (chute du taux de globules blancs),
- Cytolyse hépatique.

Cette maladie a initialement été confondue avec l'anaplasmose à tique due à la bactérie Anaplasma phagocytophilum dont certaines tiques sont vectrices.

## Observations en microscopie
Le nouveau Phlébovirus SFTSV, provoque une accumulation de granules dans le cytoplasme des cellules infectées.

Les particules virales sont plus denses aux électrons (plus foncées au microscope électronique) et s'accumulent dans l'appareil de Golgi.

## Génétique
L'ARN génomique viral est très similaires à celles des Phlébovirus (genre incluant celui de la Fièvre de la vallée du Rift).

Il est divisé en trois segments (L, M et S pour large, moyen et petit).

6 protéines ont été identifiées : une ARN polymérase ARN-dépendante, un précurseur de glycoprotéine, une glycoprotéine N, une glycoprotéine C, une protéine nucléaire (NP) et une protéine non structurelle (NSs).

La polymérase contient 2084 acides aminés et est codée par le segment L. Le segment S contient 1744 nucléotides, codant les protéines NP et NSs, dont 62 nucléotides en région intergénique.

Il ne peut être directement traduit en protéine (ARN de polarité négatif) mais doit d’abord être transcrit.